# Salário Mínimo (banda)
Salário Mínimo é uma banda de heavy metal e hard rock formada em 1981 na cidade de São Paulo.
Considerada por muitos "o Judas Priest em português", a banda se destaca por músicas marcantes, como "Noite de Rock", "Doce Vingança" e "A Dama da Noite".

## História
A data de fundação da banda é considerada a partir do inicio de suas apresentações e realização de seu registro fonográfico.
Formada inicialmente como uma brincadeira de amigos, estabilizou a formação que ganhou notoriedade a partir de 1981 com Bea (bateria), Junior Muzilli (guitarra), Magoo (baixo) e China Lee (vocal). Como mantra, a banda só canta em português. Os ensaios eram no bairro de Vila Maria (casa do guitarrista Junior Muzilli).
Realizaram diversos shows em São Paulo em lugares como: Madame Satã, Teatro Lira Paulistana, Teatro Idema, Sesc entre outros. Foi na extinta Praça do Rock (Parque da Aclimação) que o Salário despertou no empresário e produtor Luiz Calanca (Baratos Afins) a vontade de gravar uma coletânea com o Hard rock/Heavy Metal. Junto com Centúrias, Vírus e Avenger foi lançado em 1984 a histórica coletânea SP Metal 1 (Baratos Afins, 1984) com as músicas "Cabeça Metal" e "Delírio Estelar".

### Mudanças na formação e uma longa pausa
Por volta de 1985, ocorre a grande mudança no line-up com o acréscimo de mais uma guitarra e a troca de outros dois membros. Ali estava a formação clássica da banda:[carece de fontes?] China Lee (vocal), Thomaz Waldy (baixo), Nardis Lemme (bateria), Arthur Crom e Júnior Muzilli (guitarras).
Em 1987, o grupo lançou seu primeiro álbum, Beijo Fatal, pela gravadora RCA, atingindo a marca de 78 mil cópias vendidas.
Em 1990, a primeira baixa: Junior Muzilli (guitarra-compositor) deixa a banda que segue como quarteto e, posteriormente, congela suas atividades.

### 2004 e a volta da banda
China Lee encabeça o processo de reestruturação do grupo e convida Daniel Bereta (Guitarra), Diego Lessa (Baixo) e Marcelo Campos (Bateria, também integrante da banda Trayce) a juntar-se a ele e Junior Muzilli da formação original para continuar na estrada.
Realizam em dezembro de 2012 show no Blackmore Rock Bar comemorando os 25 anos do lançamento do disco Beijo Fatal com a participação de ex-integrantes. Tocam em grandes festivais como Roça'n'Roll (Varginha), Quaresmada (Brasília) e no evento "Super Peso Brasil" que reuniu, além do Salário, nomes como Stress (Pará), Metalmorphose e Taurus (Rio de Janeiro) e Centúrias (São Paulo).
A Salário Mínimo realizou a abertura para grupos estrangeiros de renome, como Uriah Heep, Scorpions, Twisted Sister, U.D.O. e The Ross.
Em março de 2020, o vocalista China Lee anuncia saída do Salário Mínimo após quase 40 anos de banda.

## Discografia
- 1984, S.P. Metal (Split), Baratos Afins
- 1987, Beijo Fatal (LP), RCA
- 2010, Simplesmente Rock (CD), produção própria